# محمود صايمة
محمود عبد الرحمن محمود صايمة (10 مايو 1961 - 20 سبتمبر 2011) ممثل أردني راحل، يعتبر من أشهر الممثلين الأردنيين في المجال الفكاهي، اشتهر بأداء شخصية «حمدي» في العديد من المسلسلات والمسرحيات.

## حياته
كانت بداياته الفنية في مدينة اربد ضمن فرقة أضواء الشمال على خشبة المسرح، ثم تابع أعماله المسرحية في عمان وقدم العشرات من المسرحيات والمسلسلات التي لاقت حضورا لافتا، آخر أعماله المسرحية كان بعنوان «زووم عالمحسوم» سلط فيها الضوء على معاناة الشعب الفلسطيني والحصار والبطش الإسرائيلي الذي يعاني منه الفلسطينيون في الداخل والخارج.
اشتهر بأداء شخصية (حمدي) في المسلسل الكوميدي العلم نور وبقي يمثل نفس الشخصية في المسلسلات اللاحقة، وكان أكثر مسلسلاته الفكاهية مع الفنان حسين طبيشات (العم غافل).أما اخر أعماله الفنية فهو مسلسل (الباب في الباب) الذي قدمه مع صديقه حسين طبيشات وعرض في شهر رمضان على خلال شاشة التلفزيون الأردني، وقد مثل في المسلسل اثنان من أبناءه.

## وفاته
توفي في 20 سبتمبر 2011 في مستشفى الاستقلال بعمان بعد إصابته بذبحة صدرية ووري الثرى في مقبرة سحاب. نعاه وزير الثقافة جريس سماوي ونقيب الفنانين الأردنيين حسين الخطيب.

## أعماله
- 2011: الباب في الباب

- 2011 : وين ماطقها عوجة.
- 2003: نقطة وسطر جديد.
- 1996: يوميات مرزوق.
- 1995: مرايا الحب.
- 1984: العلم نور.
- آخر الليل.

- العلم نور
- يوميات العم غافل.
- جحا